# Tipuana tipu

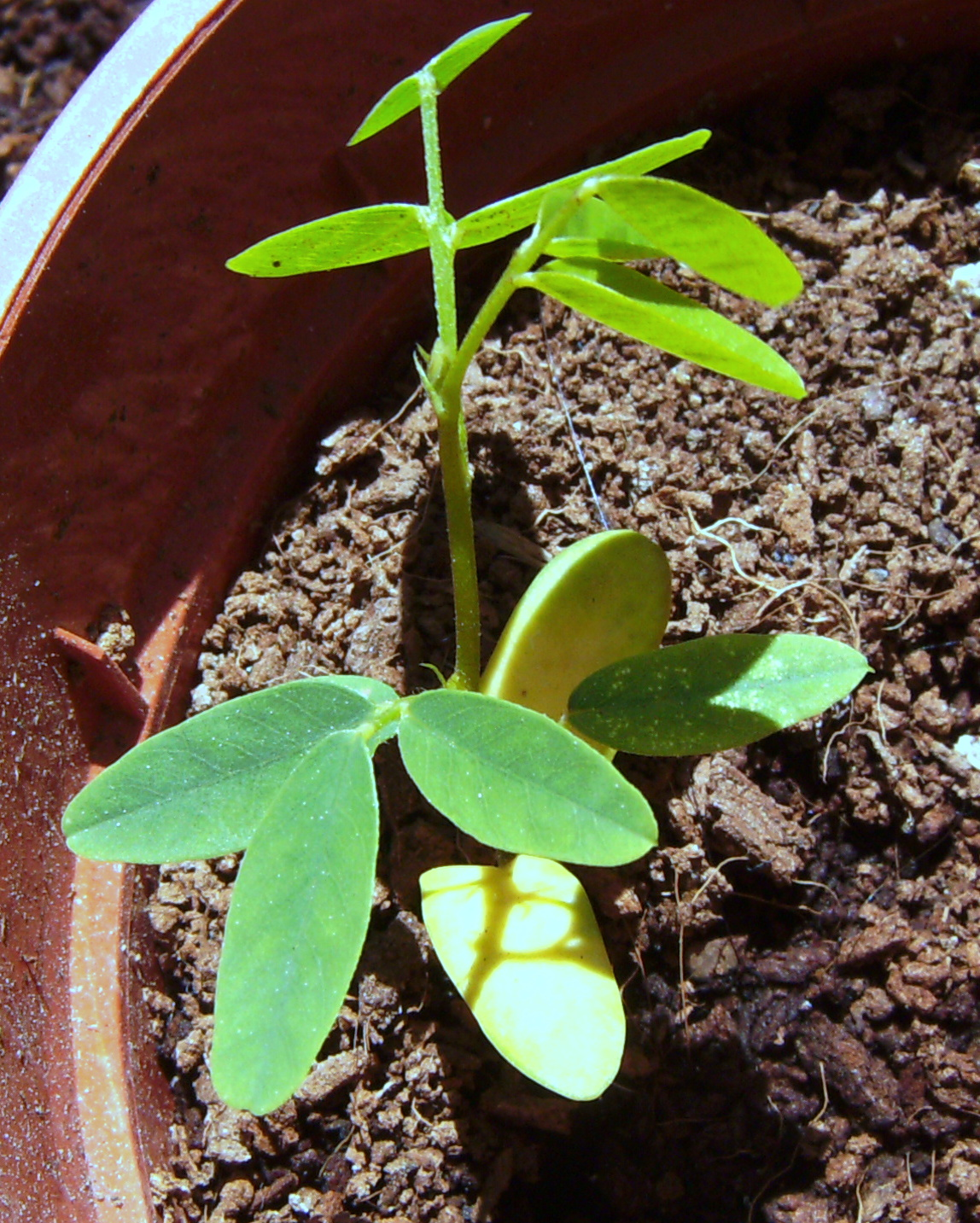
Plàntula de Tipuana tipu provinents de llavors de Barcelona

La Tipuana tipu o tipuana és un arbre caducifoli de la família Fabaceae (Papilionàcia).
És molt resistent i de ràpid creixement, més de 90cm per any.
És molt utilitzat com a arbre ornamental en moltes places i carrers, també s'utilitza com arbre d'ombra, viari, per parcs i zones de pas.

## Descripció
D'alçada mitjana 6-15 m i de capçada molt ampla (més de 8 m de diàmetre), empleat sovint com a arbre d'ombra en passeigs i com a arbrat viari. La seva capçada té forma estesa.
L'escorça és gris obscura, les fulles són compostes imparipinnades perquè estan formades per entre 5 i 15 parells de folíols, estrets i de forma el·líptica, i un últim folíol al capdamunt, de color verd esgrogueït. Les flors són grogues, papilionades i molt nombroses. El seu fruit és marró, un llegum que porta soldada una ala membranosa. És una sàmara, amb una sola llavor a baix de tot i una ala de color marró groguenc, que en facilita la dispersió pel vent.

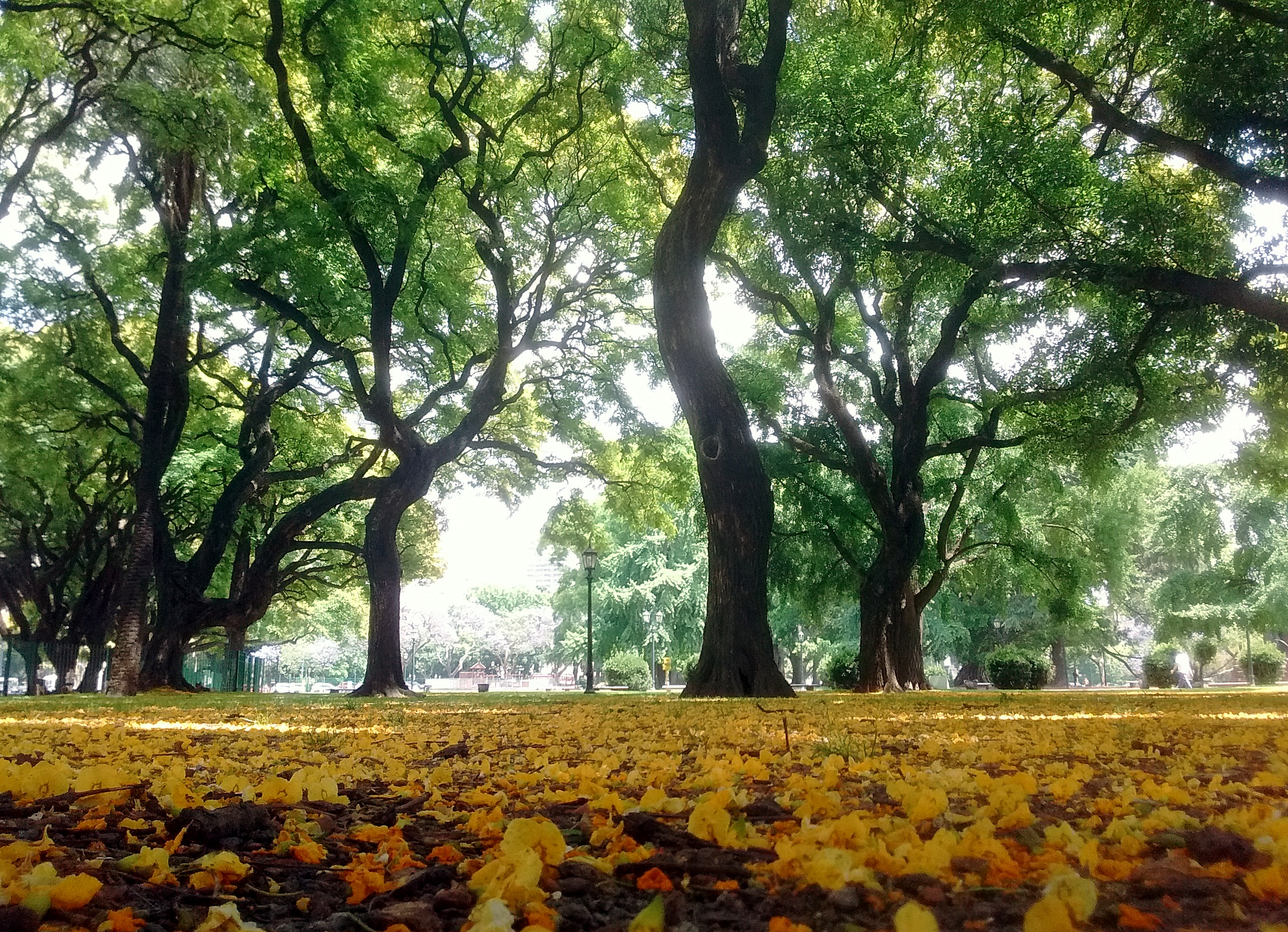
La caiguda de la gran quantitat de flors de la tipuana tipu

L'època de floració de la tipuana és l'estiu i de fructificació a l'hivern.

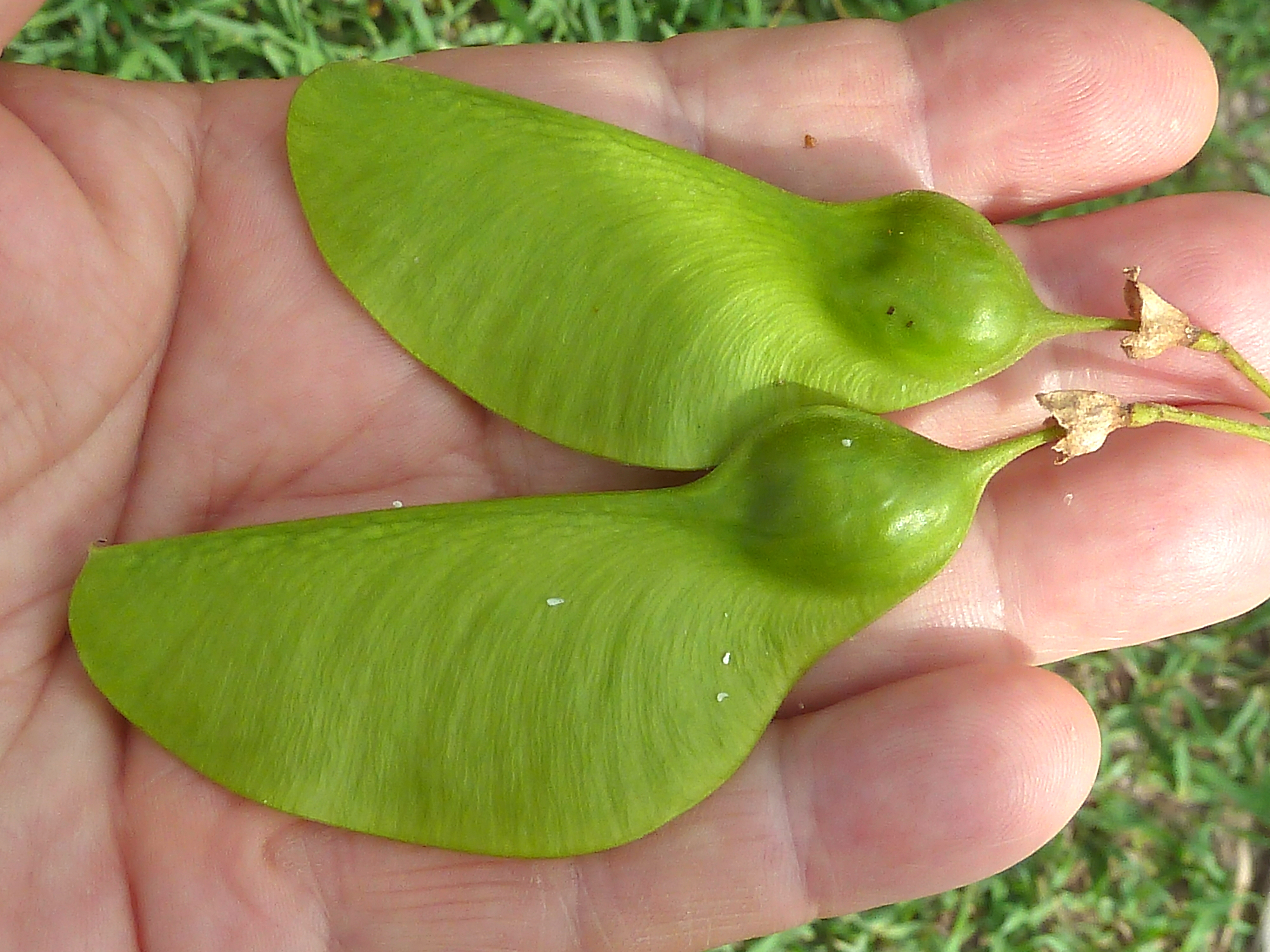
Fruit immadur TIpuana Tipu

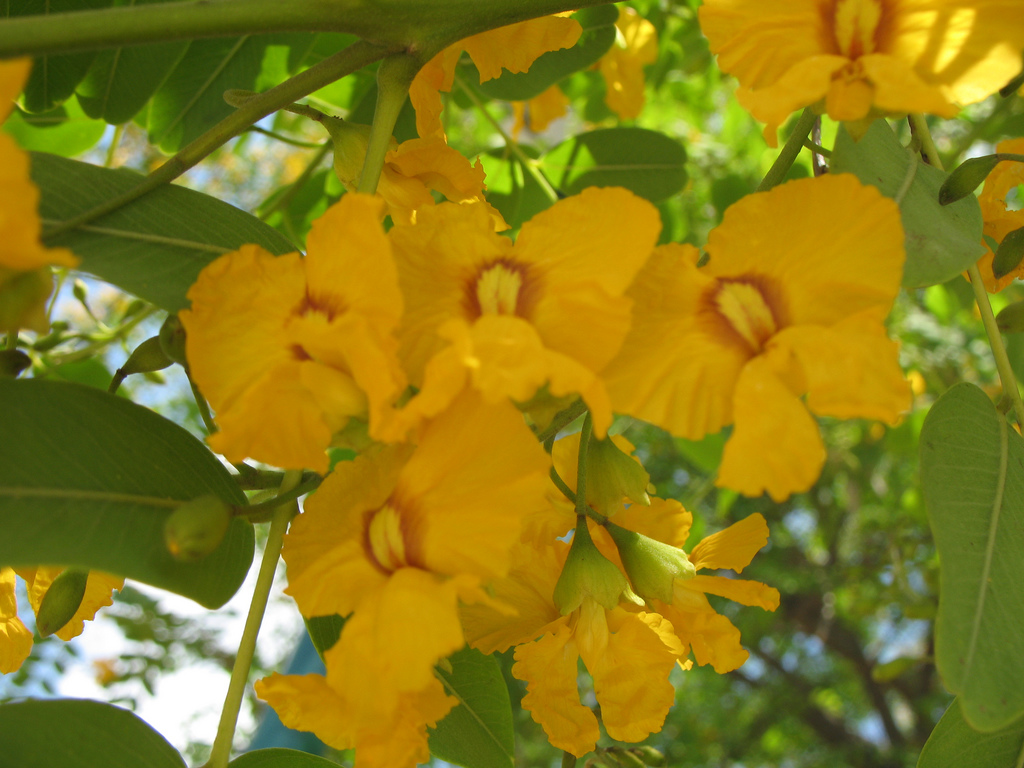
Floració de Tipuana Tipu

## Distribució geogràfica
L'àrea nativa d'aquesta espècie és des de Bolívia fins al sud del Brasil i el nord de l'Argentina. És un arbre i creix principalment al bioma subtropical.
Aquesta espècie ha estat introduïda a les Illes Canàries, Índia, Iraq, Kenya, Illes de Sobrevent, Malawi, Nova Guinea, Nova Gal·les del Sud, Queensland, Espanya, Tanzània i Uganda.

## Toleràncies

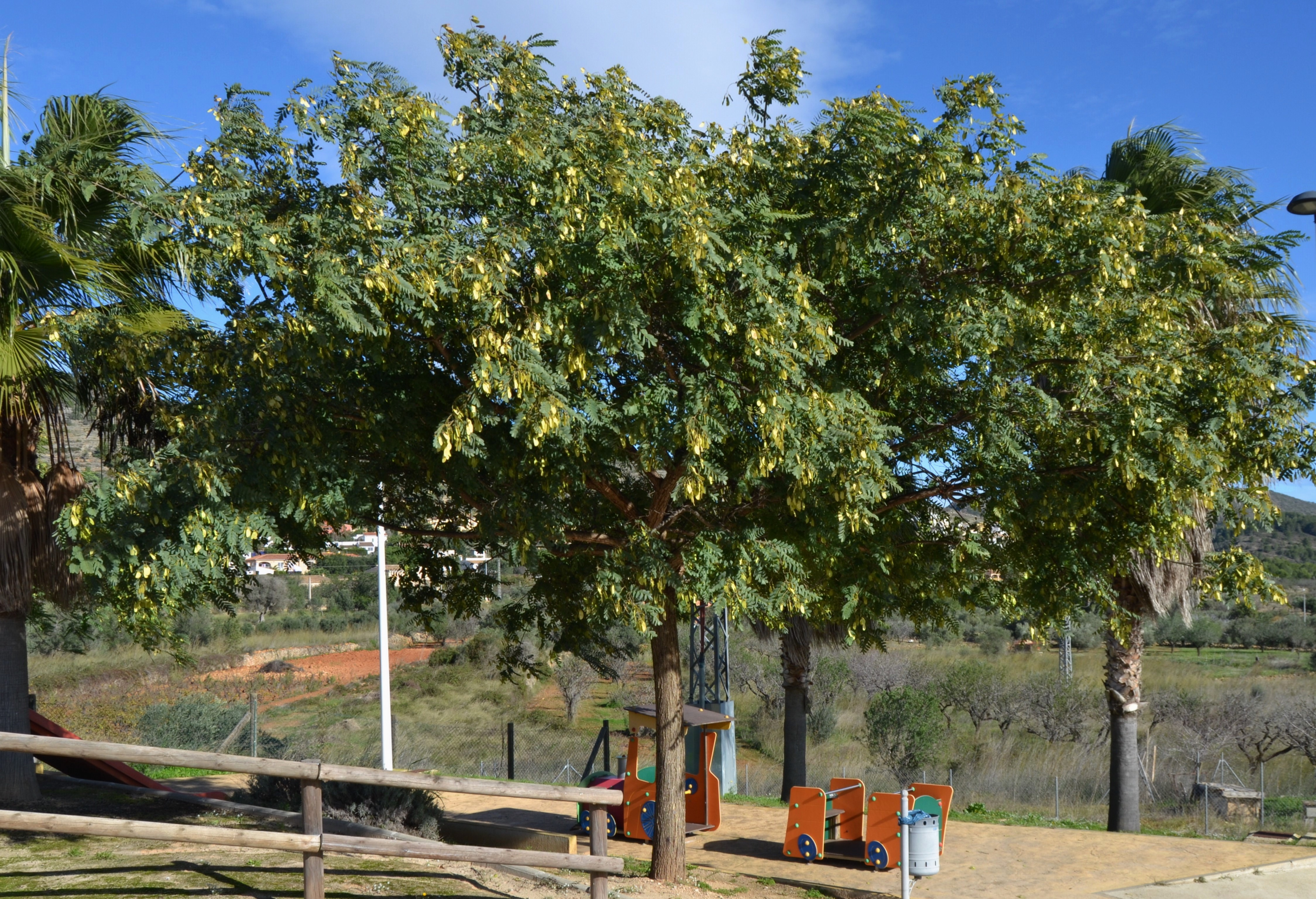
Tipuanes al voltant d'un parc infantil

Aquesta espècie és molt resistent a la calor però és sensible a les gelades, la tolerància màxima al fred és 0 °C. Necessita regs moderats tot i que té molt bona capacitat per adaptar-se a les sequeres. Requereix estar exposat a ple sol tot i que pot desenvolupar-se en semiombra en zones molt càlides.
Tolera la proximitat al mar.
És tolerant a la plantació en zones pavimentades, tot i que pot aixecar paviments si no disposa de suficient volum de sòl per les arrels. És molt poc exigent amb els tipus de sòls, és tolerant a la calç.